# Győző Veres
Győző Veres, född 13 juni 1936 i Berekböszörmény, död 1 februari 2011 i Melbourne, var en ungersk tyngdlyftare.
Veres blev olympisk bronsmedaljör i 82,5-kilosklassen i tyngdlyftning vid sommarspelen 1964 i Tokyo.